# Лох узколистный
Лох узколи́стный (лат. Elaeágnus angustifólia), или лох восточный (Elaeagnus orientalis), или олеастер (англ. oleaster) — вид древесных растений рода Лох (Elaeagnus) семейства Лоховые (Elaeagnaceae). Южноевропейско-центральноазиатский вид.

## Название
Н. И. Анненков в «Ботаническом словаре» в статье о лохе приводит следующие простонародные и книжные названия, употреблявшиеся в разных местностях России с указанием лиц, зафиксировавших эти названия в печати или письменно, а также названия на немецком, французском и английском языках:
Elaeagnus hortensis M. a B. a. angustifolia. Іерусалимская верба (Güld.) Цареградская верба (Сред.) Цареградская лоза (Малор. пер.) С е р е б р я н о е  д е р е в о (у сад. съ нѣм.) Оливное дерево (Полт. съ нѣм.) Масличное дерево (Малор. съ нѣм.) Джида (Вѣстн. Геогр. Общ.) Маслина (Екат.) Дикая Маслина (а не Малина, какъ у Левш.) Л о х ъ,  Л о х о в и н а,  Л о х о в н и к ъ. — Кирг. Джиддэ (Борщ.) Джигда (въ Ходж.) Джида (Сарты Афг.) Dchigde. — Бух. Dschidda, Dschigda. Дженгердукъ (Кир.) Перс. Ssandschid, Ssind-shid. — Хив. Джигердакъ (Кир.) — Тат. Игда (Сит. на Кавк.) — Нѣм. Oleaster, der falsche, wilde Oelbaum, der Paradiesbaum, der Silberbaum. — Франц. L’Olivier de Bohème. — Англ. Wild Olive Tree, Jerusalem Willow. 

β. inermis. П ш а т ъ (съ арм.) Армянскіе или Бухарскіе, или Кавказскіе, или Китайскіе, или Туркменскіе финики. — Арм. Pschatt. — Груз. Пшати (Эр.) — Турк. Igda (Buhs.) — Перс. Ssedschit (Buhs.) — Плоды иногда наз. Жужубой по смешенію съ плодами Zizyphus. Они съѣдобны и довольно вкусны. Киргизы приготовляютъ изъ нихъ муку и варятъ изъ нихъ родъ компота, который славится у нихъ полезнымъ отъ поноса.

## Распространение и экология
Дико произрастает в Восточной Европе (России и Украине), на Кавказе, в Средней Азии (Казахстане, Кыргызстане, Туркменистане и Таджикистане), в Малой Азии, Юго-Западной (Иране) Армянском нагорье и Южной Азии (Пакистане, Афганистане), Юго-Восточной (Мьянме) и Южной Азии (Индия (штат Ассам)), в Восточной Азии (Китае и Монголии), на Эгейских островах и в Средиземноморье (Ливане, Израиле, Сирии и Иордании). В Китае встречается в четырёх регионах: Внутренней Монголии, Маньчжурии, Цинхае и Синьцзяне. На территории России — в европейской части и на Северном Кавказе, в Западной Сибири и Алтайском крае.
Весьма засухоустойчив, почти не страдает от жарких суховеев в юго-восточных степных районах. К почвам неприхотлив; переносит значительную засолённость почвы, успешно произрастает на каштаново-солонцовых, тёмно-каштановых и светло-каштановых почвах. При засыпании ствола песком образует обильные придаточные корни. Очень хорошо переносит пыль, копоть, газ.
Весьма светолюбив: попав под полог других древесных пород вымирает.
Хорошо переносит стрижку и потому вполне пригоден для живых изгородей, однако в этом случае нуждается в регулярной обрезке, иначе снизу быстро оголяется и перерастает в деревце. Цвести и плодоносить начинает с 3—5-летнего возраста.

## Ботаническое описание
Кустарник или невысокое дерево высотой 3—7 м, иногда с колючками.
Молодые побеги серебристые, остальные серые.
Листья линейно- или продолговато-ланцетные, ланцетно-овальные или яйцевидные, с черешками, длиной 5—8 см, островершинные, к основанию суженные, сверху серовато-зелёные, снизу серебристо-белые от серебристых чешуек, покрывающих обе стороны листа.
Цветки длиной до 1 см, очень душистые, одиночные, в пазухах листьев; околоцветник серебристо-белый с желтоватыми жилками, внутри жёлтый. 

Формула цветка: {\displaystyle \ast K_{(4)}\;C_{0}\;A_{4}\;G_{\underline {1}}}
.
Плод — сфалерокарпий длиной около 1 см, овальный или яйцевидно-шаровидный, красновато-желтоватый с серебристо-белым сладковато-мучнистым съедобным околоплодником.
Цветёт в средней полосе в июне, на юге Казахстана и в странах Средней Азии во второй и третьей декадах мая. Плоды созревают в августе—октябре.
Размножается семенами, черенками, отводками, возобновляется также порослью (корневых отпрысков не даёт).
|                      |  |  |
| Плод, ветки и листья |  |  |

## Химический состав
В плодах содержится свыше 40 % сахаров, в том числе глюкоза, около 20 % фруктозы, более 10 % белка, соли калия и фосфора, до 40 % свободного и связанного танина, органические кислоты, красящие вещества. В листьях имеется аскорбиновая кислота (0,140—0,35 %), в коре алкалоиды, дубильные и красящие вещества, в цветках — приятно пахнущее эфирное масло (0,3 %).
Растения в возрасте 5—12 лет интенсивно выделяют камедь.

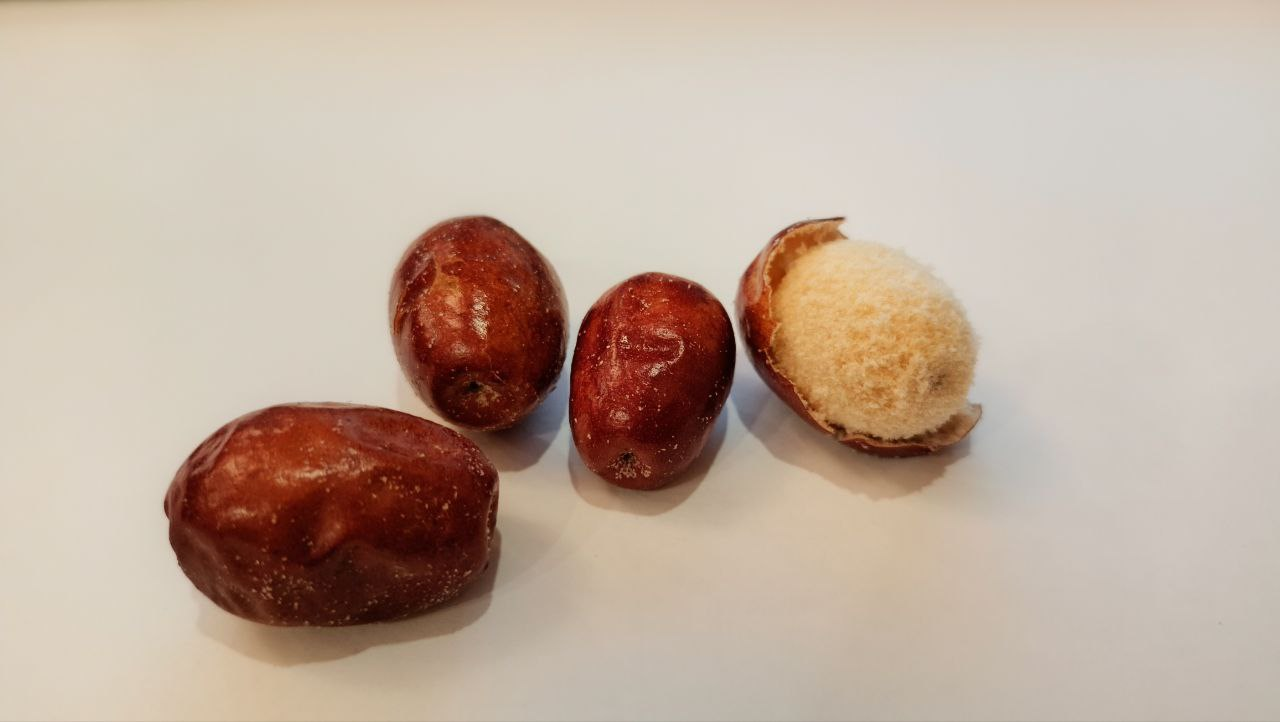
Плоды культурной формы лоха узколистного. Крайний справа — плод с очищенной кожурой.

## Древесина
Древесина лоха узколистного жёлтого цвета, кольцесосудистая, широкослойная, с узкой заболонью и желтовато-бурым ядром; плотность при 15 % влажности 670—710 кг/м3, при 12 % — 690 кг/м3. Древесина вязкая, твёрдая, стойкая против гниения, хорошо сохраняется в воде; сушится без коробления и растрескивания; хорошо обрабатывается режущими инструментами, отделывается. Используется на колья, столярные и точёные изделия, музыкальные инструменты, для изготовления мебели.

## Значение и применение

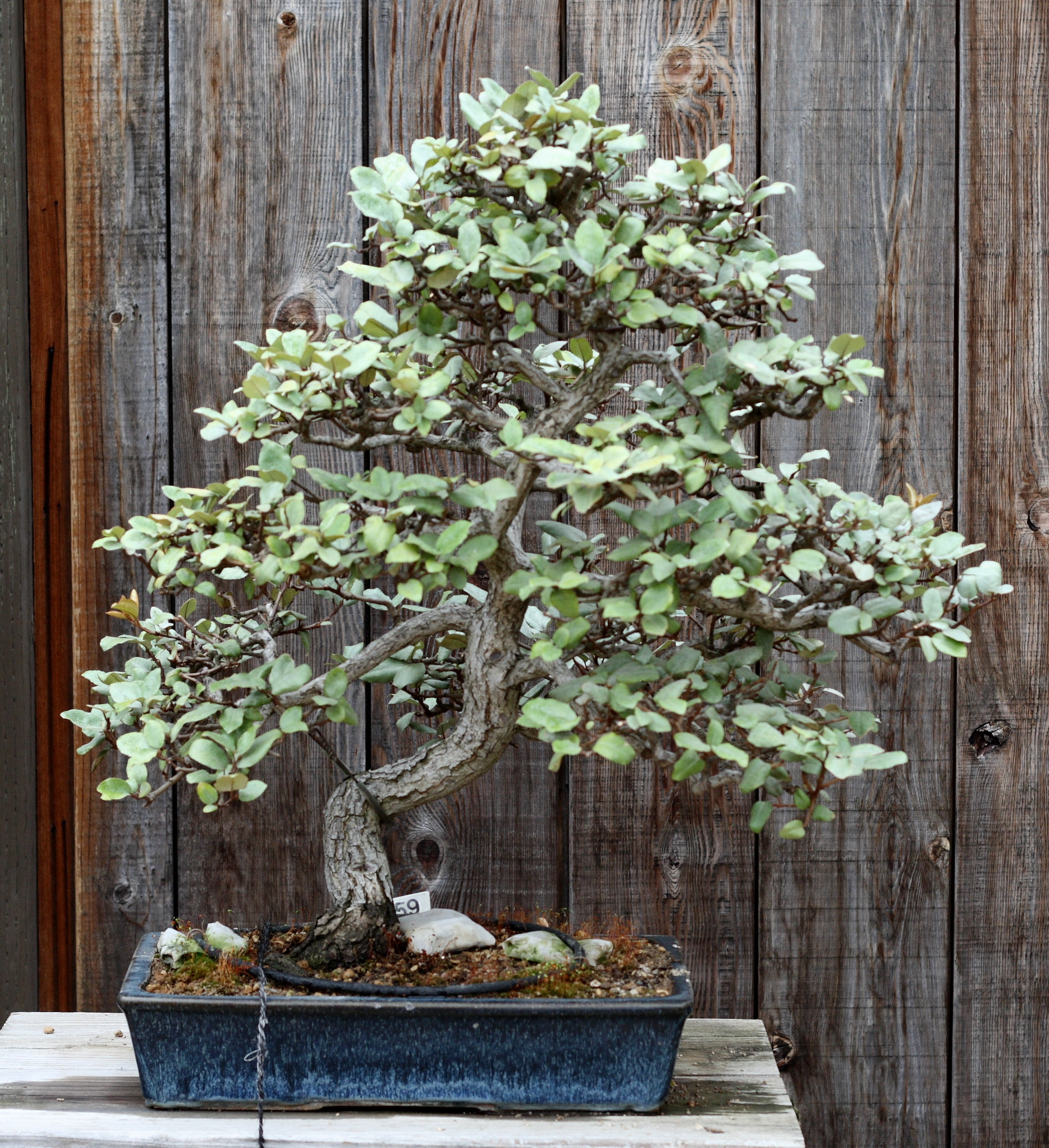
Бонсай. Лох узколистный.

Ценная порода для лесоразведения и озеленения на засоленных и смытых, а также светлокаштановых почвах и на солонцах юго-востока европейской части бывшей территории СССР, в том числе и в Заволжье.
Культивируют в садах, парках, высаживают в качестве почвоукрепляющего и водозащитного растения. Серебристые листья, яркая кора, душистые цветки делают лох весьма декоративным растением. Легко переносит стрижку и пересадку, газо- и дымоустойчив в условиях города.
Плоды лоха используют в пищу, их едят свежими и размалывают на муку, которую добавляют в хлеб, супы и другие блюда; используют для приготовления вина со своеобразным пряным ароматом. Плоды могут долго сохраняться без переработки.
Лох служит также источником получения вяжущего средства для лечения заболеваний пищеварительного тракта. Это средство было предложено в виде высушенной и размолотой мучнистой части плодов лоха С. А. Мирзояном и названо им пшатином.
В народной медицине цветки употребляли при отёках, цинге, как противоглистное, при колите, бронхите, болезнях сердца; листья — при ревматизме и подагрических болях, а также как ранозаживляющее.
Кору и листья используют для дубления кож и окрашивания их в чёрный и коричневый цвета.
Хороший раннелетний медонос, даёт преимущественно нектар. Мёд янтарного цвета с приятным ароматом. В условиях Азербайджана привес контрольных ульев во время цветения лоха составил 8—10 кг мёда. Хорошо подготовленные семьи могут дать до 16 кг монофлерного мёда. Взяток с этого растения способствует строительству сотов, наращиванию силы семей к главному медосбору.
Подсочкой получают камедь, употребляемую для изготовления клея, красок и лаков.
Листья слабо поедаются верблюдами, овцами и козами. Плоды пригодны в корм птице.

## Таксономия
Elaeagnus angustifolia L., Species Plantarum 1: 121. 1753.
Вид Лох узколистный входит в род Лох (Elaeagnus) семейства Лоховые (Elaeagnaceae) порядка Розоцветные (Rosales).
|  |                                      |  |                                                             |                                                             |                   |  | ещё 8 семейств (согласно Системе APG II) | ещё 8 семейств (согласно Системе APG II) |                     |  |  |  | ещё около 50—70 видов |
|  |                                      |  |                                                             |                                                             |                   |  | ещё 8 семейств (согласно Системе APG II) | ещё 8 семейств (согласно Системе APG II) |                     |  |  |  | ещё около 50—70 видов |
|  |                                      |  |                                                             | порядок Розоцветные                                         |                   |  |                                          |                                          | род Лох             |  |  |  |                       |
|  |                                      |  |                                                             | порядок Розоцветные                                         |                   |  |                                          |                                          | род Лох             |  |  |  |                       |
|  | отдел Цветковые, или Покрытосеменные |  |                                                             |                                                             | семейство Лоховые |  |                                          |                                          | вид Лох узколистный |  |  |  |                       |
|  | отдел Цветковые, или Покрытосеменные |  |                                                             |                                                             | семейство Лоховые |  |                                          |                                          |                     |  |  |  |                       |
|  |                                      |  | ещё 44 порядка цветковых растений (согласно Системе APG II) | ещё 44 порядка цветковых растений (согласно Системе APG II) |                   |  |                                          | ещё 2 рода                               | ещё 2 рода          |  |  |  |                       |
|  |                                      |  |                                                             | ещё 44 порядка цветковых растений (согласно Системе APG II) |                   |  |                                          |                                          | ещё 2 рода          |  |  |  |                       |

### Синонимы
- Elaeagnus inermis Mill., Gard. Dict. ed. 7.: n.° 2 (1756)
- Elaeagnus spinosa L., Cent. Pl. II: 9 (1756)
- Elaeagnus orientalis L., Mant. Pl. 1: 41 (1767)
- Elaeagnus incana Lam., Fl. Franç. 3: 476 (1779)
- Elaeagnus tomentosa Moench, Methodus: 638 (1794), nom. illeg.
- Elaeagnus argentea Moench, Methodus: 638 (1794), nom. illeg.
- Elaeagnus hortensis M.Bieb., Fl. Taur.-Caucas. 1: 112 (1808)
- Elaeagnus hortensis var. dactyliformis Loudon, Arbor. Frutic. Brit. 3: 1322 (1838)
- Elaeagnus hortensis var. orientalis (L.) Loudon, Arbor. Frutic. Brit. 3: 1322 (1838)
- Elaeagnus tifliensis Vis., Orto Bot. Padova: 77 (1842)
- Elaeagnus hortensis var. songarica Bernh. ex Schltdl., A.P.de Candolle, Prodr. 14: 609 (1857)
- Elaeagnus dactyliformis Schltdl., A.P.de Candolle, Prodr. 14: 615 (1857)
- Elaeagnus erivanensis Fisch. ex Schltdl., A.P.de Candolle, Prodr. 14: 615 (1857)
- Elaeagnus moorcroftii Wall. ex Schltdl., Linnaea 30: 344 (1860)
- Elaeagnus oxycarpa Schltdl., Linnaea 30: 344 (1860)
- Elaeagnus songarica (Bernh. ex Schltdl.) Schltdl., Linnaea 30: 344 (1860)
- Elaeagnus longipes var. hortensis (M.Bieb.) Maxim., Bull. Acad. Imp. Sci. Saint-Pétersbourg, sér. 3, 15: 378 (1870)
- Elaeagnus angustifolia var. biebersteiniana Kuntze, Trudy Imp. S.-Peterburgsk. Bot. Sada 10: 235 (1887)
- Elaeagnus angustifolia var. orientalis (L.) Kuntze, Trudy Imp. S.-Peterburgsk. Bot. Sada 10: 235 (1887)
- Elaeagnus angustifolia var. spinosa (L.) Kuntze, Trudy Imp. S.-Peterburgsk. Bot. Sada 10: 235 (1887)
- Elaeagnus angustifolia var. normalis Kuntze, Trudy Imp. S.-Peterburgsk. Bot. Sada 10: 235 (1887), not validly publ.
- Elaeagnus angustifolia var. orientalis (L.) Dippel, Handb. Laubholzk. 3: 207 (1893)
- Elaeagnus hortensis subsp. continentalis Servett., Bull. Herb. Boissier, sér. 2, 8: 383 (1908)
- Elaeagnus hortensis subsp. littoralis Servett., Bull. Herb. Boissier, sér. 2, 8: 383 (1908)
- Elaeagnus hortensis subsp. moorcroftii (Wall. ex Schltdl.) Servett., Bull. Herb. Boissier, sér. 2, 8: 383 (1908)
- Elaeagnus hortensis subsp. songarica (Bernh. ex Schltdl.) Servett., Bull. Herb. Boissier, sér. 2, 8: 383 (1908)
- Elaeagnus multiflora var. hortensis (M.Bieb.) Servett., Beih. Bot. Centralbl. 25(2): 59 (1909)
- Elaeagnus hortensis var. igda Servett., Monogr. Éléagn.: 82 (1911)
- Elaeagnus hortensis var. microcarpa Servett., Monogr. Éléagn.: 82 (1911)
- Elaeagnus angustifolia var. caspica Sosn., Fl. Caucas. Crit. 3(9): 299 (1912)
- Elaeagnus caspica (Sosn.) Grossh., Opred. Rast. Kavk.: 187 (1949)
- Elaeagnus turcomanica Kozlowsk., Bot. Mater. Gerb. Bot. Inst. Komarova Akad. Nauk S.S.S.R. 16: 258 (1954)
- Elaeagnus angustifolia var. iliensis Musch., Trudy Inst. Bot. Akad. Nauk Kazakhst. S.S.R. 3: 40 (1956)
- Elaeagnus litoralis (Servett.) Kozlowsk., Trudy Bot. Inst. Akad. Nauk S.S.S.R., Ser. 1, Fl. Sist. Vyssh. Rast. 12: 104 (1958)
- Elaeagnus iliensis (Musch.) Musch., Derev. Kustarnik. Kazakst. 2: 219 (1966)
- Elaeagnus angustifolia subsp. orientalis (L.) Soják, Čas. Nár. Mus., Odd. Přír. 150: 138 (1981 publ. 1982)
- Elaeagnus oxycarpa var. microcarpa (Servett.) Tzvelev, Bot. Zhurn. (Moscow & Leningrad) 87(11): 78 (2002)
- Elaeagnus igda (Servett.) Tzvelev, Bot. Zhurn. (Moscow & Leningrad) 87(11): 82 (2002)
- Elaeagnus songarica var. kozlovskajae Tzvelev, Bot. Zhurn. (Moscow & Leningrad) 87(11): 82 (2002)
- Elaeagnus angustifolia var. turcica Yıld., Ot Sist. Bot. Dergisi 17: 71 (2010)